# Lunett

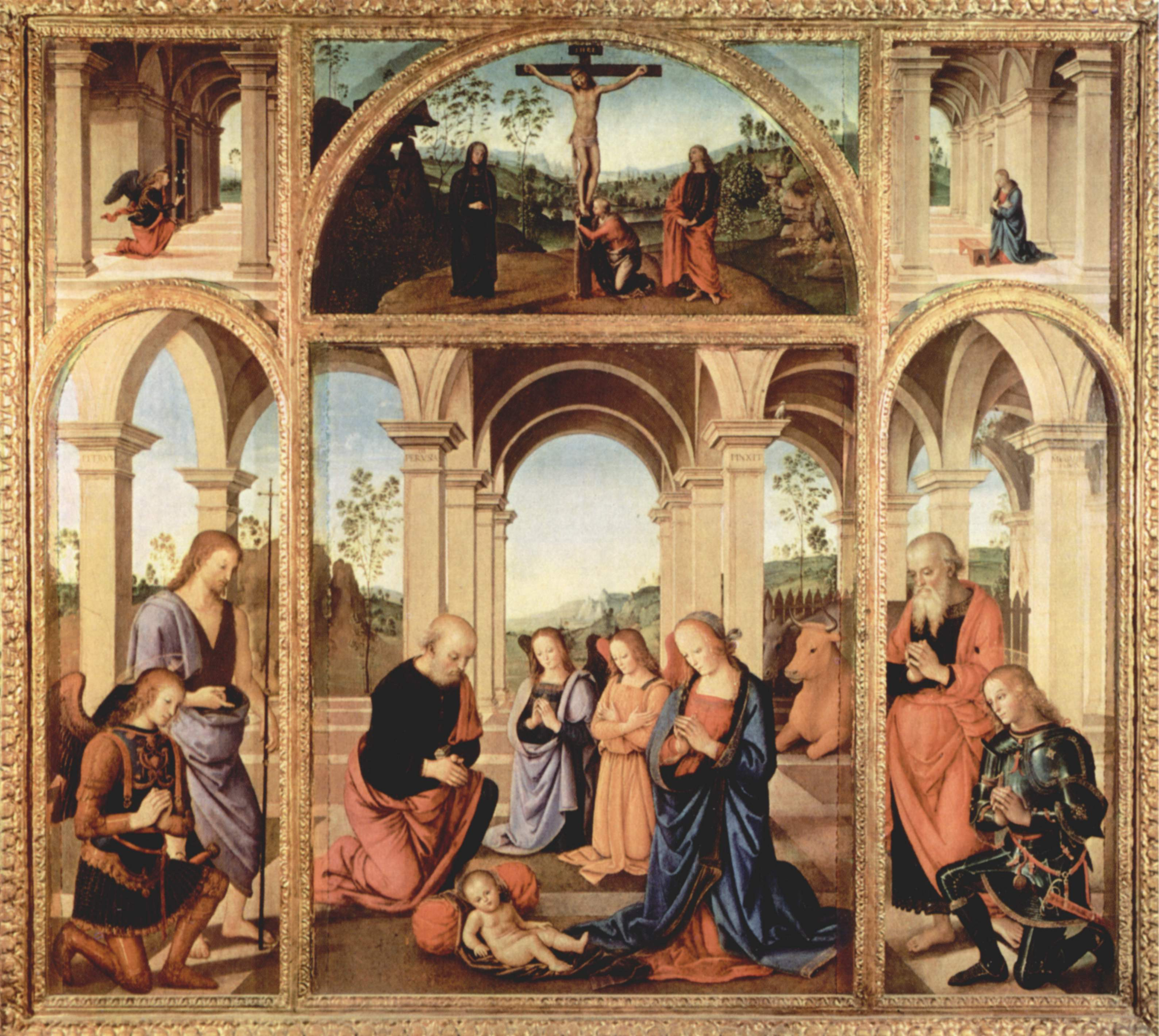
Altare av Perugino med lunett.

Lunett, även lynett, är en halvcirkelformad eller segmentformad muröppning, bågfält, dörr eller fönster i en byggnad eller konstverk som täcks av ett valv.
Lunett kommer från franskans lunette (diminutiv av lune, "måne") och är en urtagning vid foten av ett tunnvalv, en kupol eller en större hålkäl, för att ge plats för fönster eller dekorativa partier, såsom altaruppställningar, målningar, spisar, dörröverstycken och dylikt, att växa upp över valvets, kupolens eller hålkälens anfang, eller för att ovan detta kunna anordna högt sittande, mindre fönster (lunettfönster), vanligen runda eller halvrunda. Lunetten kan också i sin enklaste form karakteriseras som skärningen mellan ett tunnvalv med liten diameter och ett tunnvalv med stor diameter. Emellertid görs i allmänhet inte den till lunetten hörande valvkappans hjässa rak och horisontell, som den skulle vara om den tillhörde ett tunnvalv, utan höjande sig inåt rummet, ibland i en svag båge. Enligt en gammal regel bör högsta punkten av skärningslinjen mellan lunetten och tunnvalvet nå upp till en tredjedel av tunnvalvets omkrets, det vill säga avståndet mellan de högsta punkterna av två motstående lunetter skall vara lika med tunnvalvets radie, om detsamma är slaget efter en cirkel. Vid plafondtak med stor hålkäl anordnas ofta en serie lunetter av enbart dekorativa skäl.